# كريل مثير
كريل مثير (الاسم العلمي: Thysanopoda egregia) هو نوع من المفصليات يتبع جنس كريل مهدب القدم من الفصيلة الكريلية.